# رئيس جامعة هارفارد
رئيس جامعة هارفارد هو المدير الرئيسي لجامعة هارفارد والرئيس بحكم منصبه لمؤسسة هارفارد.  ويتم تعيين كل منهم من قبل الأعضاء الآخرين في تلك الهيئة ويكونون مسؤولين أمامهم، والذين يفوضون الرئيس الإدارة اليومية للجامعة. الرئيس المؤقت الحالي للجامعة هو آلان جاربر، الذي تولى منصبه في 2 يناير 2024، بعد استقالة كلودين جاي.

## المهام
يلعب الرئيس دورًا مهمًا في التخطيط والاستراتيجية على مستوى الجامعة. يقوم كل منهم بتعيين عميد الكلية (ومنذ تأسيس المكتب في عام 1994، عميد الجامعة)، ويمنح مناصب للأساتذة الموصى بهم. ومع ذلك، من المتوقع أن يتخذ الرئيس مثل هذه القرارات بعد مشاورات مكثفة مع أعضاء هيئة التدريس.
مؤخرا أصبحت الوظيفة إدارية على نحو متزايد، خاصة وأن حملات جمع الأموال اكتسبت أهمية مركزية في المؤسسات الكبيرة مثل جامعة هارفارد. وقد انتقد البعض هذا الاتجاه إلى حد أنه منع الرئيس من التركيز على القضايا الجوهرية في التعليم العالي.  كل رئيس هو أستاذ في بعض أقسام الجامعة ويقوم بالتدريس من وقت لآخر.

## التأثير

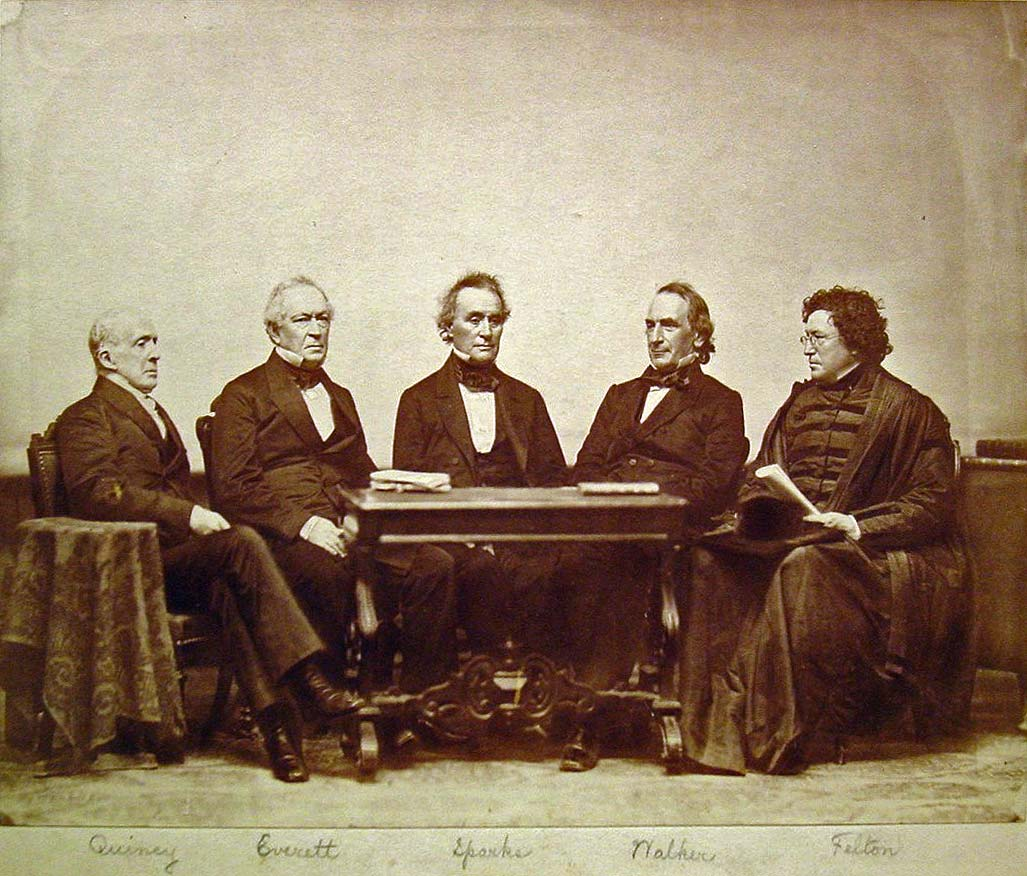
خمسة رؤساء جامعة هارفارد، يجلسون بالترتيب الذي خدموا فيه. من اليسار إلى اليمين: يوشيا كوينسي الثالث، إدوارد إيفريت، جاريد سباركس، جيمس ووكر، وكورنيليوس كونواي فيلتون.

لقد أثر رؤساء جامعة هارفارد تقليديًا على الممارسات التعليمية على مستوى البلاد. على سبيل المثال، أنشأ تشارلز دبليو إليوت النظام الأمريكي المألوف المتمثل في مجموعة متنوعة من المقررات الاختيارية المتاحة لكل طالب. عمل جيمس ب. كونانت على تقديم اختبارات موحدة؛ دافع ديريك بوك ونيل إل. رودنشتاين عن الأهمية المستمرة للتنوع في التعليم العالي.

## خلفية تاريخية
عند تأسيس جامعة هارفارد كان يرأسها "مدير المدرسة"، ناثانيل إيتون. في عام 1640، عندما تم إحضار هنري دونستر، تبنى لقب الرئيس. منذ تأسيس جامعة هارفارد لتدريب رجال الدين البيوريتانيين، وعلى الرغم من توسيع مهمتها قريبًا، كان جميع الرؤساء تقريبًا حتى نهاية القرن الثامن عشر من الكهنوت المقدس.
جميع الرؤساء بدءًا من ليونارد هوار عام 1672 وحتى ناثان بوسي عام 1971 كانوا من خريجي كلية هارفارد. ومن بين الرؤساء منذ بوسي، حصل جميعهم تقريبًا على شهادة الدراسات العليا في جامعة هارفارد. الاستثناء الوحيد كان دريو جلبن فوست، الذي كان أول رئيس منذ القرن السابع عشر ولم يحصل على شهادة جامعية من جامعة هارفارد.

## القائمة
| #  | الصورة | الاسم                   | الفترى                                            | المدة                                                                                             | Notes |
| -- | ------ | ----------------------- | ------------------------------------------------- | ------------------------------------------------------------------------------------------------- | --- |
| –  |        | ناثانيل إيتون           | 1637–1639                                         | سنتين                                                                                             | يشار إليه باسم "معلم المدرسة" في كلية هارفارد تم فصله بسبب "اختلاس الأموال وضرب الطلاب |
| 1  |        | هنري دنستر              | 1640–1654                                         | 14 سنوات، و1 شهر، و27 أيام                                                                        | أُجبر على الاستقالة بسبب التحدث ضد معمودية الأطفال ومقاطعتها |
| 2  |        | تشارلز تشونسي           | 1654–1672                                         | 17 سنوات، و3 شهور، و17 أيام                                                                       | توفي في المنصب في عمر 79 |
| 3  |        | ليونارد هور             | 1672–1675                                         | 2 سنوات، و3 شهور، و5 أيام                                                                         | لجبر على الاستقالة |
| 4  |        | يوريان أوكس             | 1675–1680 (acting); 1680–1681                     | 6 سنوات، و3 شهور، و18 أيام (total); 4 سنوات، و9 شهور، و26 أيام (مؤقت); 1 سنة، و5 شهور، و23 أيام   | توفي في المنصب |
| 5  |        | جون روجرز               | 1682–1684                                         | 2 سنوات، و3 شهور، و2 أيام                                                                         | توفي في المنصب |
| 6  |        | إنكريس ميذر             | 1685–1686 (acting); 1686–1692 (rector); 1692–1701 | 16 سنوات، و18 أيام (total); 1 سنة، و12 أيام (acting); 6 سنوات، و4 أيام (rector); 9 سنوات، و2 أيام | أجبر على الاستقالة |
| –  |        | صموئيل ويلارد           | 1701–1707 (acting)                                | 6 سنوات، و6 أيام                                                                                  | Resigned due to illness |
| 7  |        | John Leverett           | 1708–1724                                         | 16 سنوات، و3 شهور، و19 أيام                                                                       | First lawyer and jurist to serve as president توفي في المنصب. |
| 8  |        | Benjamin Wadsworth      | 1725–1737                                         | 11 سنوات، و8 شهور، و9 أيام                                                                        | توفي في المنصب |
| 9  |        | Edward Holyoke          | 1737–1769                                         | 32 سنوات                                                                                          | At 79, the oldest president; died in office. |
| –  |        | John Winthrop           | 1769 (acting)                                     |                                                                                                   | Declined presidency on a permanent basis on grounds of old age |
| 10 |        | Samuel Locke            | 1770–1773                                         | 3 سنوات، و6 شهور، و10 أيام                                                                        | Resigned after fathering a child out of wedlock |
| –  |        | John Winthrop           | 1773–1774 (acting)                                |                                                                                                   | Declined presidency again on a permanent basis on grounds of old age |
| 11 |        | Samuel Langdon          | 1774–1780                                         | 6 سنوات، و1 شهر، و12 أيام                                                                         | Students petitioned the Corporation to dismiss him, and he resigned. |
| –  |        | Edward Wigglesworth     | 1780–1781 (acting)                                |                                                                                                   | |
| 12 |        | Joseph Willard          | 1781–1804                                         | 23 سنوات، و20 أيام                                                                                | توفي في المنصب |
| –  |        | Eliphalet Pearson       | 1804–1806 (acting)                                |                                                                                                   | Acting president after death of Willard |
| 13 |        | Samuel Webber           | 1806–1810                                         | 4 سنوات، و2 شهور، و11 أيام                                                                        | توفي في المنصب |
| –  |        | Henry Ware              | 1810 (acting)                                     |                                                                                                   | Served as acting president after Webber's death. |
| 14 |        | John Thornton Kirkland  | 1810–1828                                         | 17 سنوات، و4 شهور، و19 أيام                                                                       | Suffered a stroke, was accused of financial mismanagement by the Harvard Corporation, and resigned                                                                                                 |
| –  |        | Henry Ware              | 1828-1829 (acting)                                |                                                                                                   | Served as acting president after the resignation of Kirkland |
| 15 |        | Josiah Quincy III       | 1829–1845                                         | 16 سنوات، و6 شهور، و29 أيام                                                                       | Retired |
| 16 |        | Edward Everett          | 1846–1848                                         | 2 سنوات، و11 شهور، و27 أيام                                                                       | Resigned. Everett spent several years after resignation lecturing and raising funds to preserve George Washington's Mount Vernon home. He resigned as president of Harvard due to apparent stress. |
| 17 |        | Jared Sparks            | 1849–1853                                         | 4 سنوات، و9 أيام                                                                                  | Resigned due to poor health |
| 18 |        | James Walker            | 1853–1860                                         | 6 سنوات، و11 شهور، و16 أيام                                                                       | Resigned due to arthritis |
| 19 |        | Cornelius Conway Felton | 1860–1862                                         | 2 سنوات، و10 أيام                                                                                 | Died from a disease of the heart en route to Washington, D.C. for a meeting at the Smithsonian Institution                                                                                         |
| –  |        | Andrew Preston Peabody  | 1862 (acting)                                     |                                                                                                   | Served as acting president after the death of Felton |
| 20 |        | Thomas Hill             | 1862–1868                                         | 5 سنوات، و11 شهور، و24 أيام                                                                       | Resigned due to poor health |
| –  |        | Andrew Preston Peabody  | 1868-1869 (acting)                                |                                                                                                   | Served as acting president after the resignation of Hill due to illness |
| 21 |        | تشارلز ويليام ألينر     | 1869–1909                                         | 40 سنوات، و2 شهور، و7 أيام                                                                        | At 35, the youngest president. Longest term of office (40 years). For a portion of 1900-1901 and 1905, Henry Pickering Walcott served as acting president while Eliot was on vacation.             |
| 22 |        | لورانس لويل             | 1909–1933                                         | 24 سنوات، و1 شهر، و2 أيام                                                                         | Retired |
| 23 |        | جيمس كونانت             | 1933–1953                                         | 19 سنوات، و6 شهور، و22 أيام                                                                       | Retired to become Allied High Commissioner for Occupied Germany and later U.S. ambassador to Germany                                                                                               |
| 24 |        | Nathan Pusey            | 1953–1971                                         | 18 سنوات، و29 أيام                                                                                | "Pusey called in the Cambridge police to end a student sit-in" in 1969. "Sharply criticized for his handling of the situation, he announced in 1970 that he would retire the following year".      |
| 25 |        | Derek Bok               | 1971–1991                                         | 19 سنوات، و11 شهور، و29 أيام                                                                      | Henry Rosovsky served as acting president in 1984 and 1987 when Bok traveled and took brief sabbaticals.                                                                                           |
| 26 |        | Neil Rudenstine         | 1991–2001                                         | 9 سنوات، و11 شهور، و29 أيام                                                                       | Provost Albert Carnesale served as acting president for three months, from November 1994 to February 1995, during Rudenstine's medical leave of absence.                                           |
| 27 |        | لورانس سامرز            | 2001–2006                                         | 4 سنوات، و11 شهور، و29 أيام                                                                       | First Jewish president Shortest tenure since Civil War. Resigned following several clashes with faculty resulting in a no-confidence vote.                                                         |
| –  |        | Derek Bok               | 2006–2007 (interim)                               | 11 شهور، و29 أيام                                                                                 | Served as acting president after the resignation of Summers |
| 28 |        | دريو جلبن فوست          | 2007–2018                                         | 10 سنوات، و11 شهور، و29 أيام                                                                      | First female president |
| 29 |        | لورانس باكو             | 2018–2023                                         | 4 سنوات، و11 شهور، و29 أيام                                                                       | Retired |
| 30 |        | كلودين غاي              | 2023–2024                                         | 6 شهور، و1 يوم                                                                                    | Shortest serving president; resigned following congressional hearings into antisemitism on campus and multiple allegations of plagiarism First black president.                                    |
| –  |        | Alan Garber             | 2024– (interim)                                   | 1 سنة، و6 شهور، و10 أيام                                                                          | Served as acting president after Gay's resignation |

## انظر ايضا
- قائمة رؤساء جامعة كولومبيا
- رئيس وزملاء كلية هارفارد
- رئيس جامعة بنسيلفانيا[الإنجليزية]
- رئيس معهد ماساتشوستس للتقنية[الإنجليزية]

## روابط خارجية
- الموقع الرسمي
- تاريخ الرئاسة